# Professor Griff
Professor Griff, de son vrai nom Richard Griffin, né le 1er août 1960 à Roosevelt, Long Island, New York, est un rappeur américain, membre du groupe Public Enemy.

## Biographie
Griff lance sa carrière musicale au sein du groupe Public Enemy. Avant la publication de l'album It Takes a Nation of Millions to Hold Us Back, Professor Griff, dans son rôle de Minister of Information, est interviewé par des journalistes britanniques, devant lesquels il aurait, pour certains, fait des remarques homophobes et antisémites,,. Cependant, Griffin lance la polémique le 22 mai 1989, lorsqu'il s'entretient avec le Washington Times. À cette période, Public Enemy concrétise sa popularité avec le single Fight the Power, la bande-son du film Do the Right Thing de Spike Lee.
Lors d'un entretien avec David Mills, Griffin accuse la communauté juive d'être « responsable des crimes perpétrés dans le monde,. » À la publication de l'article, la presse s'emballe et Public Enemy fait face aux polémiques,. Le cofondateur de Def Jam, Rick Rubin, avait déjà quitté le label ; laissant sa place à Lyor Cohen en 1985. Tentant de clarifier la situation, Ridenhour s'excuse auprès du public et renvoie Griffin. Griffin exprime par la suite ses regrets et veut rencontrer la National Holocaust Awareness Student Organization en 1990.
En 2001, Griff annonce son cinquième album, And the Word Became Flesh, via le label The Right Stuff/EMI. L'album fait participer Chuck D et contient trois nouvelles chansons sur une liste de 24 titres.
En 2009, Griff annonce son septième album intitulé A God Damage aux côtés du groupe 7th Octave.

## Discographie
- 1990 : Pawns in the Game
- 1991 : Kao's II Wiz*7*Dome
- 1992 : Disturb N Tha Peace
- 1998 : Blood of the Profit
- 2001 : And the Word Became Flesh